# Чемпіонат націй КОНКАКАФ 1971
Чемпіонат націй КОНКАКАФ 1971 (ісп. Campeonato de Naciones de CONCACAF 1971) — 5-й розіграш чемпіонату націй КОНКАКАФ, організований КОНКАКАФ, що відбувся з 20 листопада по 5 грудня 1971 року в Тринідаді і Тобаго. У фінальній частині турніру брали участь 6 збірних, вони в одноколовому турнірі визначили чемпіона та призерів. Турнір вдруге виграла збірна Мексики.

## Кваліфікація
Збірна Коста-Рики була кваліфікована на турнір як чинний чемпіон, а збірна Тринідаду і Тобаго — як господар. Інші 12 учасників, що подали заявки, розігрували ще 4 місця у фінальному турнірі.

## Стадіон
| Порт-оф-Спейн                                                             | Порт-оф-Спейн                                                           | Сан-Фернандо                                                              | Аріма                                                                     |
| ------------------------------------------------------------------------- | ----------------------------------------------------------------------- | ------------------------------------------------------------------------- | ------------------------------------------------------------------------- |
| «Квінз Парк Овал»                                                         | «Кінг Джордж V Парк»                                                    | «Скіннер Парк»                                                            | «Аріма Велодром»                                                          |
| 10°40′02″ пн. ш. 61°31′26″ зх. д. / 10.6671113° пн. ш. 61.5240007° зх. д. | 10°40′09″ пн. ш. 61°31′33″ зх. д. / 10.6690517° пн. ш. 61.52582° зх. д. | 10°16′01″ пн. ш. 61°27′45″ зх. д. / 10.2670334° пн. ш. 61.4626082° зх. д. | 10°38′14″ пн. ш. 61°17′04″ зх. д. / 10.6371698° пн. ш. 61.2843532° зх. д. |
| Місткість: 25,000                                                         | Місткість:                                                              | Місткість:                                                                | Місткість:                                                                |
|                                                                           |                                                                         |                                                                           |                                                                           |

## Таблиця
| М | Збірна            | О | І | В | Н | П | ГЗ | ГП | РГ |
| - | ----------------- | - | - | - | - | - | -- | -- | -- |
| 1 | Мексика           | 9 | 5 | 4 | 1 | 0 | 6  | 1  | 5  |
| 2 | Гаїті             | 7 | 5 | 2 | 3 | 0 | 9  | 1  | 8  |
| 3 | Коста-Рика        | 5 | 5 | 2 | 1 | 2 | 6  | 5  | 1  |
| 4 | Куба              | 4 | 5 | 1 | 2 | 2 | 5  | 7  | -2 |
| 5 | Тринідад і Тобаго | 4 | 5 | 1 | 2 | 2 | 6  | 12 | -6 |
| 6 | Гондурас          | 1 | 5 | 0 | 1 | 4 | 5  | 11 | -6 |

| 20 листопада 1971 |

| Коста-Рика | 3–0 | Куба |
| ---------- | --- | ---- |
|            |     |      |

| Тринідад і Тобаго |

| 21 листопада 1971 |

| Мексика | 0–0 | Гаїті |
| ------- | --- | ----- |
|         |     |       |

| Тринідад і Тобаго |

| 21 листопада 1971 |

| Тринідад і Тобаго | 1–1 | Гондурас |
| ----------------- | --- | -------- |
|                   |     |          |

| Тринідад і Тобаго |

| 23 листопада 1971 |

| Куба | 3–1 | Гондурас |
| ---- | --- | -------- |
|      |     |          |

| Тринідад і Тобаго |

| 24 листопада 1971 |

| Гаїті | 0–0 | Коста-Рика |
| ----- | --- | ---------- |
|       |     |            |

| Тринідад і Тобаго |

| 26 листопада 1971 |

| Тринідад і Тобаго | 0–2 | Мексика |
| ----------------- | --- | ------- |
|                   |     |         |

| Тринідад і Тобаго |

| 27 листопада 1971 |

| Коста-Рика | 2–1 | Гондурас |
| ---------- | --- | -------- |
|            |     |          |

| Тринідад і Тобаго |

| 28 листопада 1971 |

| Мексика | 1–0 | Куба |
| ------- | --- | ---- |
|         |     |      |

| Тринідад і Тобаго |

| 28 листопада 1971 |

| Тринідад і Тобаго | 0–6 | Гаїті |
| ----------------- | --- | ----- |
|                   |     |       |

| Тринідад і Тобаго |

| 30 листопада 1971 |

| Тринідад і Тобаго | 2–2 | Куба |
| ----------------- | --- | ---- |
|                   |     |      |

| Тринідад і Тобаго |

| 1 грудня 1971 |

| Гаїті | 3–1 | Гондурас |
| ----- | --- | -------- |
|       |     |          |

| Тринідад і Тобаго |

| 2 грудня 1971 |

| Мексика | 1–0 | Коста-Рика |
| ------- | --- | ---------- |
|         |     |            |

| Тринідад і Тобаго |

| 4 грудня 1971 |

| Мексика | 2–1 | Гондурас |
| ------- | --- | -------- |
|         |     |          |

| Тринідад і Тобаго |

| 4 грудня 1971 |

| Гаїті | 0–0 | Куба |
| ----- | --- | ---- |
|       |     |      |

| Тринідад і Тобаго |

| 5 грудня 1971 |

| Тринідад і Тобаго | 3–1 | Коста-Рика |
| ----------------- | --- | ---------- |
|                   |     |            |

| Тринідад і Тобаго |

| Чемпіон націй КОНКАКАФ 1971 |
| --------------------------- |
| Мексика 2-й титул           |